# Ashmeadiella lateralis
Ashmeadiella lateralis är en biart som beskrevs av Michener 1936. Ashmeadiella lateralis ingår i släktet Ashmeadiella och familjen buksamlarbin. Inga underarter finns listade i Catalogue of Life.